# آمادا ایکرز (تگزاس)
آمادا ایکرز (به انگلیسی: Amada Acres) یک منطقهٔ مسکونی در ایالات متحده آمریکا است که در تگزاس واقع شده‌است. آمادا ایکرز ۹۲ نفر جمعیت دارد.